# Ophiothrix galapagensis
Ophiothrix galapagensis is een slangster uit de familie Ophiotrichidae. De wetenschappelijke naam van de soort werd in 1899 gepubliceerd door Christian Frederik Lütken & Theodor Mortensen.